# Wapen van Dongjum

Wapen van Dongjum

Het wapen van Dongjum is het dorpswapen van het Nederlandse dorp Dongjum, in de Friese gemeente Waadhoeke. Het wapen werd in 2002 geregistreerd.

## Beschrijving
De blazoenering van het wapen in het Fries luidt als volgt:
loftsskeane; a. yn read trije sulveren leeljes; b. yn sulver trije reade roazen, knoppe fan goud en punte fan grien.
De Nederlandse vertaling luidt als volgt: 
linksgeschuind; a. in rood drie zilveren lelies; b. in zilver drie rode rozen, geknopt van goud en gepunt van groen.
De heraldische kleuren zijn: keel (rood), zilver (zilver) en sinopel (groen).

## Symboliek
- Schuine tweedeling: overgenomen van het wapen van de Koninklijke Nederlandse Kaatsbond.[2]
- Rozen: afkomstig van het wapen van Franekeradeel. Tevens verwijst de roos naar het socialisme. De groene blaadjes van de rozen duiden op de kaatssport in het dorp.[2]
- Fleurs de lis: ontleend aan het wapen van het geslacht Van Goslinga. Daarnaast is de lelie ook een symbool voor Maria, patroonheilige van de kerk van Dongjum.[2]

Het oude wapen van Franekeradeel.
Het nieuwe wapen van Franekeradeel.
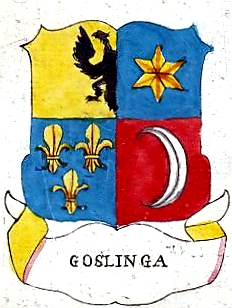
Het wapen van Van Goslinga.

## Zie ook

Vlag van Dongjum